# Carlos Herrera Maliani
Carlos Herrera Maliani   (Sevilla) és un biòleg i ecòleg andalús. És expert en ecologia evolutiva pel que fa a les interaccions entre plantes i animals,
En 1974 es llicencià en biologia a la Universitat de Sevilla, on es va doctorar en 1978. En 1987 va ingressar a l'American Ornithologists' Union. En 1992 fou escollit membre corresponent de la Societat Botànica d'Amèrica, en 1995 de l'Academia Europaea i en 2006 de la Reial Acadèmia Sevillana de Ciències. És professor investigador del CSIC a l'Estació Biològica de Doñana. També ha col·laborat en la redacció del Libro Rojo de la Flora Silvestre Amenazada de Andalucía
Ha publicat articles a Ecological Monographs, Annual Review of Ecology and Systematics, Ecology, Oikos, Evolution i Journal of Ecology, on ha publicat articles sobre sobre els dispersors de llavors, síndromes de caràcters en plantes llenyoses mediterrànies, llevats, bacteris de nèctar i epigenètica de plantes.

## Premis i reconeixements
En 1991 va obtenir la medalla d'or de la Societat Ecològica Britànica i el 1992 el Premi President de la Societat Americana de Naturalistes. En 2001 va guanyar el primer Premi Nacional d'Investigació Alejandro Malaspina. En 2017 va obtenir el Premi Haeckel de la Federació Ecològica Europea. El 2024 va guanyar el premi Ramon Margalef d’ecologia.

## Obres
- Multiplicity in unity. Plant subindividual Variation and interactions with animals. University of Chicago Press, Chicago, USA. 437 pp.